# Non basta, sai/In mezzo ai guai
Non basta, sai/In mezzo ai guai è il primo singolo di Renato Zero pubblicato il 27 aprile 1967 dalla RCA Italiana.

## Descrizione
Il singolo è in assoluto il primo disco pubblicato da Renato Zero, all'età di 17 anni.
Nel disco sono racchiuse le sue prime incisioni, Non basta, sai (scritta da Gianni Boncompagni e da Jimmy Fontana) e In mezzo ai guai (cover quest'ultima di 98.6, una hit del giovane cantautore americano Keith scritta da George Fischoff e Tony Powers e tradotta da Gianni Boncompagni). Entrambi i brani sono prodotti da Boncompagni, il primo discografico che credette realmente nelle potenzialità canore del giovanissimo Renato.
Le vendite furono quasi inesistenti, la leggenda narra che furono vendute appena 20 copie di questo disco d'esordio, per poi essere subito ritirato dal commercio discografico.
Il 45 giri originale del 1967 fu ristampato nel 1991 in collaborazione con il mensile di collezionismo musicale RARO! in versione "maxi 45 giri picture disc", in tiratura limitata di 1000 copie. Questo a causa della grande richiesta da parte dei sempre più numerosi collezionisti dell'artista romano che non potendo avere il disco originale, si accontentarono di questa ristampa.
Inoltre, entrambi i brani Non basta, sai e In mezzo ai guai furono inserite in alcune raccolte CD di Renato Zero; una su tutte, ricordiamo il cofanetto del 1996 a tiratura limitata numerata Zero, ristampato l'anno dopo con il titolo Zero 70, il cofanetto ZerOro del 1999 nel quale venne inserito un CD singolo contenente appunto i 2 brani e infine ll raccolta-album Zero Infinito del 2008.
In occasione dei 40 anni dello storico locale romano, il Piper Club, è stato prodotto un CD commemorativo, comprendente anche Non basta, sai.

## Tracce
lato A (45 giri)
1. Non basta, sai - 3:09

lato B (45 giri)
1. In mezzo ai guai - 2:59